# Sphaerodactylus rhabdotus
Sphaerodactylus rhabdotus är en ödleart som beskrevs av  Schwartz 1970. Sphaerodactylus rhabdotus ingår i släktet Sphaerodactylus och familjen geckoödlor. Inga underarter finns listade i Catalogue of Life.